# Kloster Lehnin

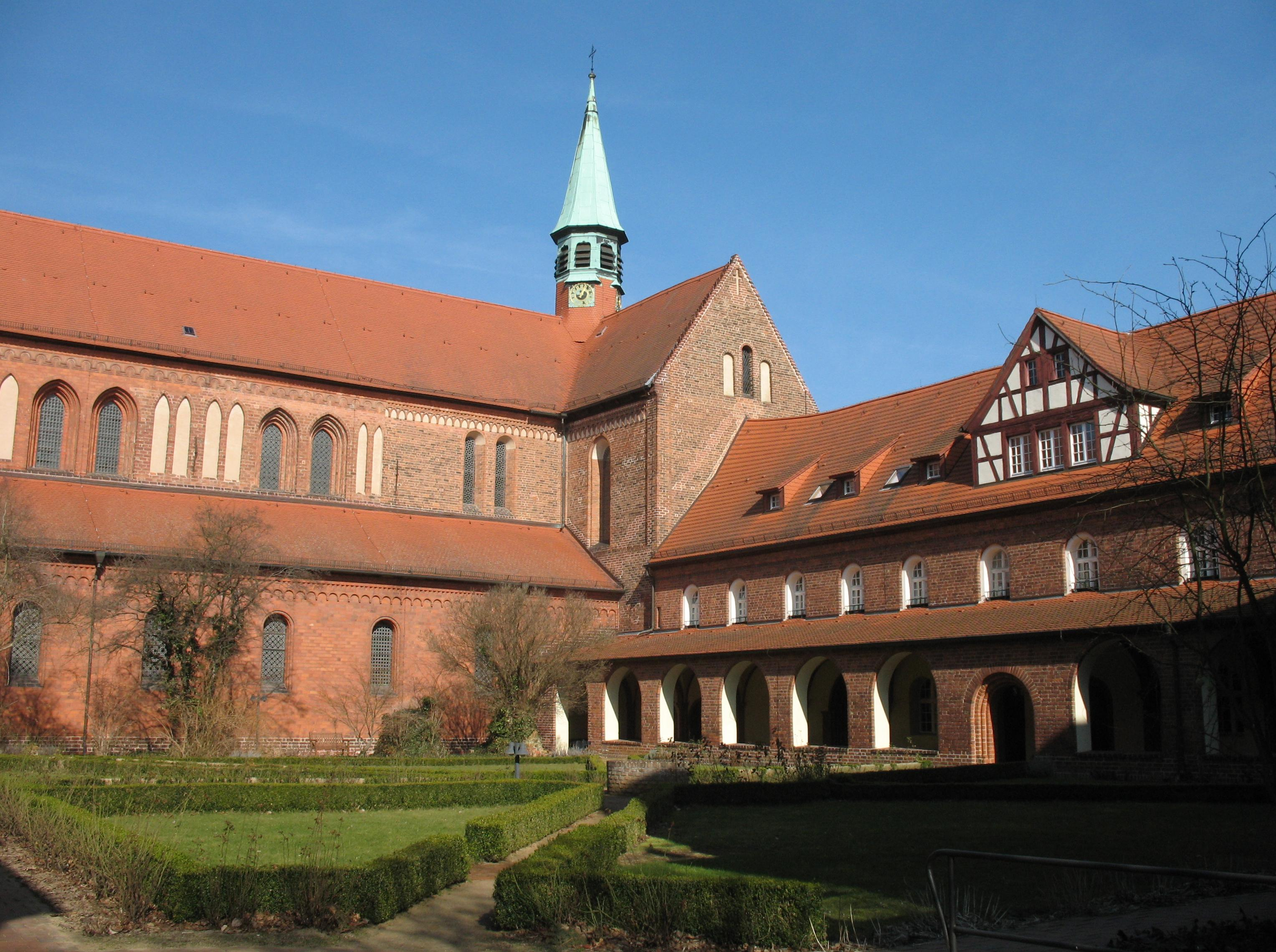
Nhà thờ

Kloster Lehnin hay Lehnin là một đô thị thuộc huyện Potsdam-Mittelmark, bang Brandenburg, Đức.

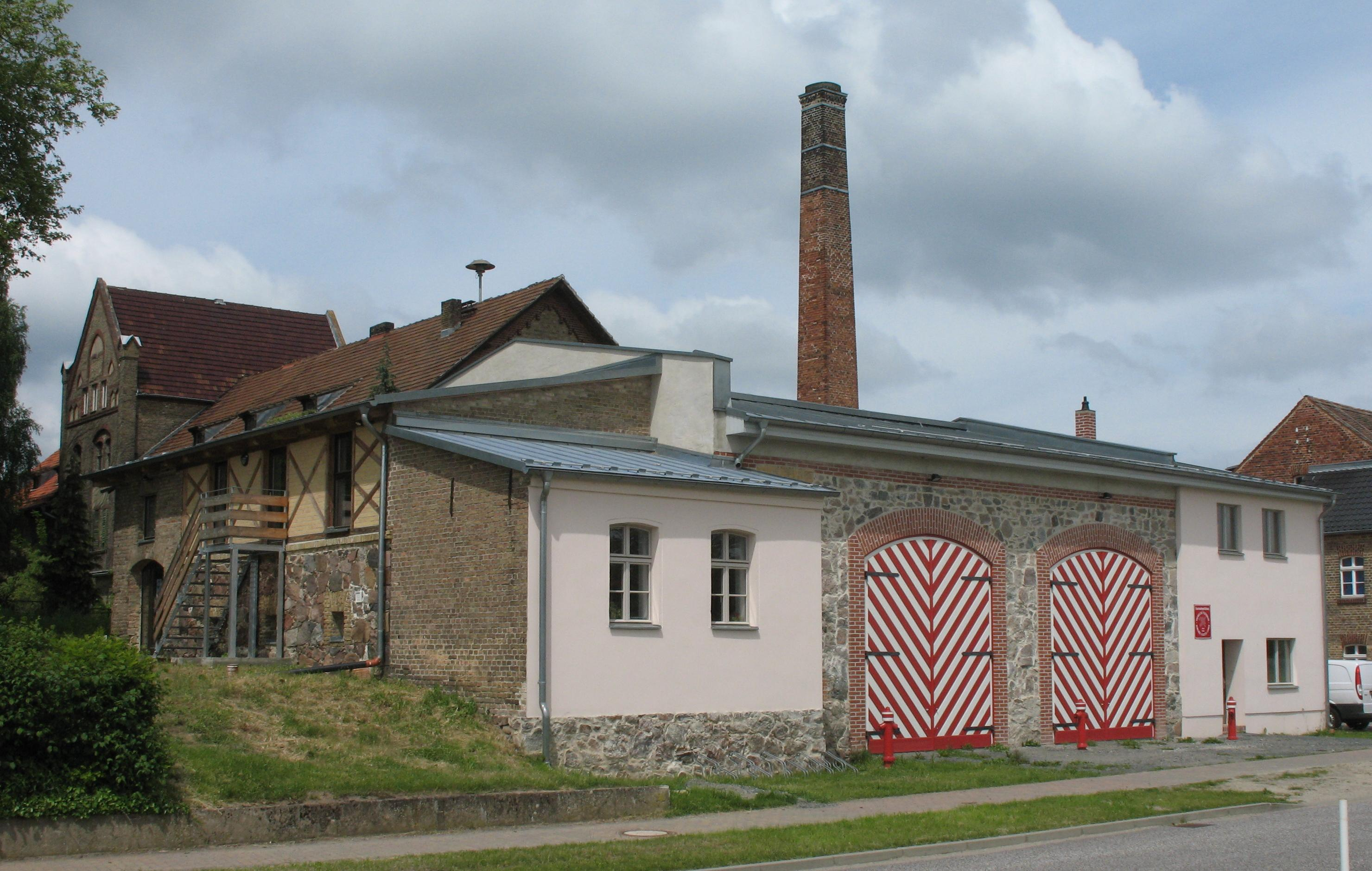

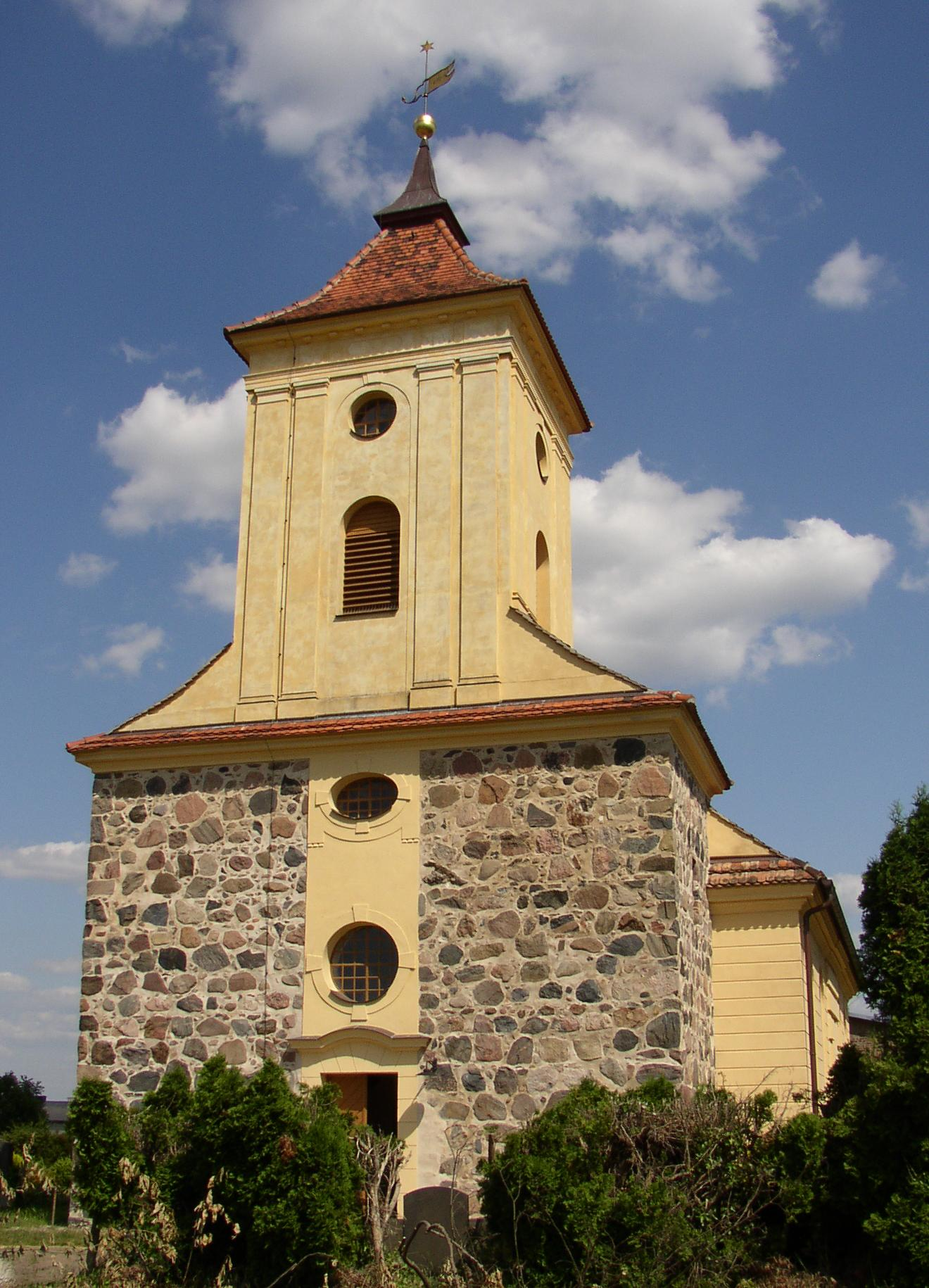
Damsdorf
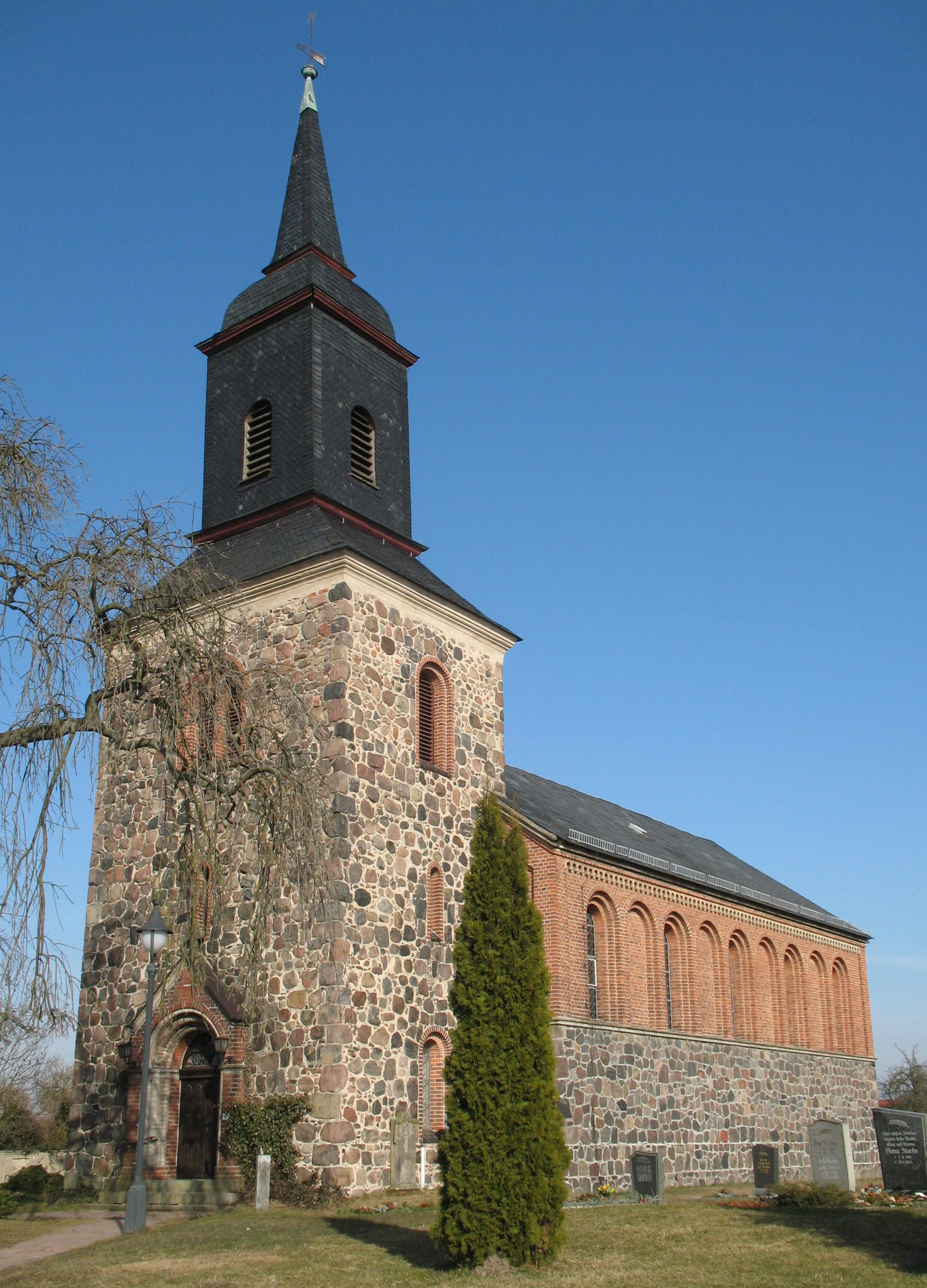
Göhlsdorf
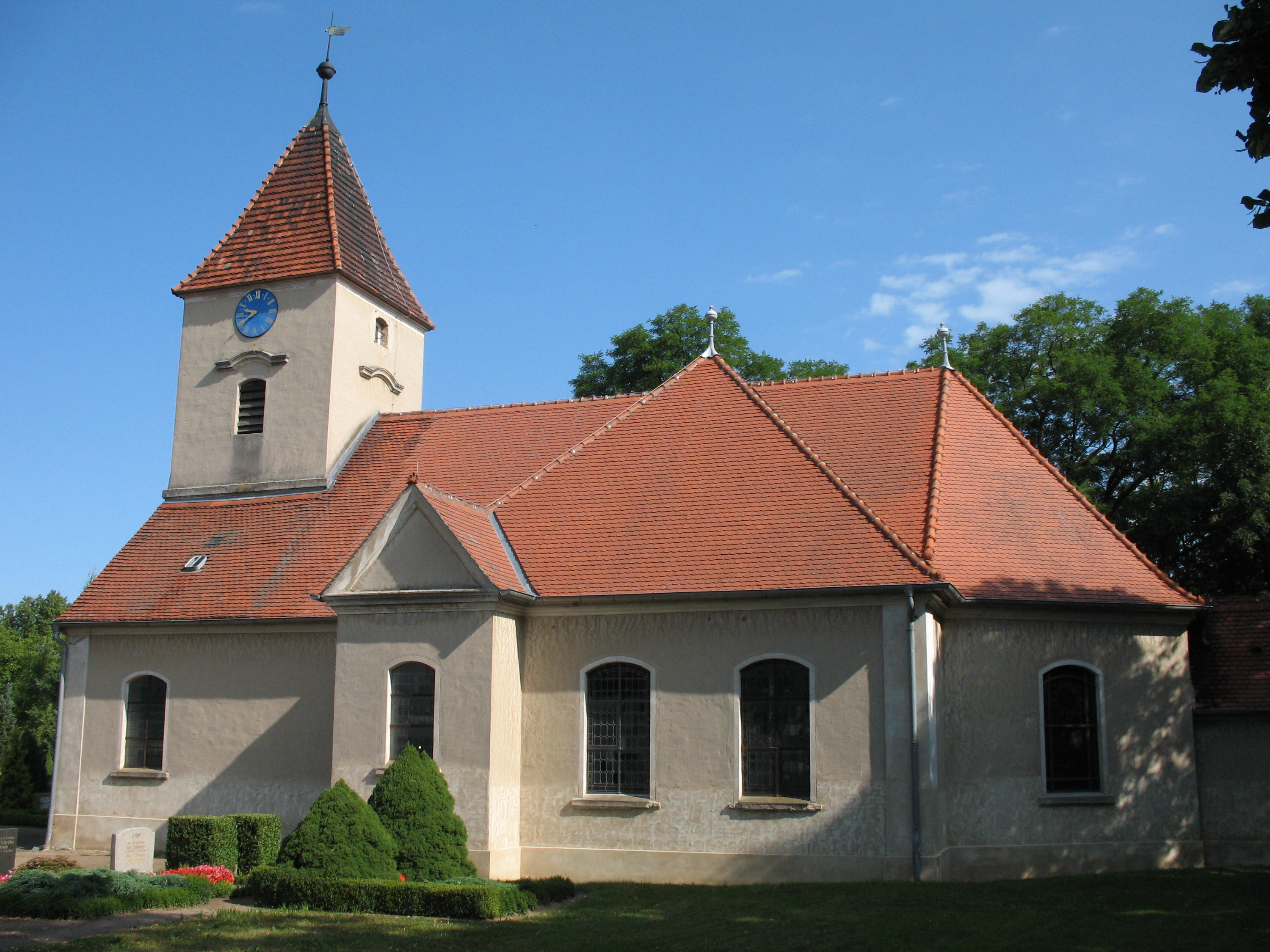
Krahne
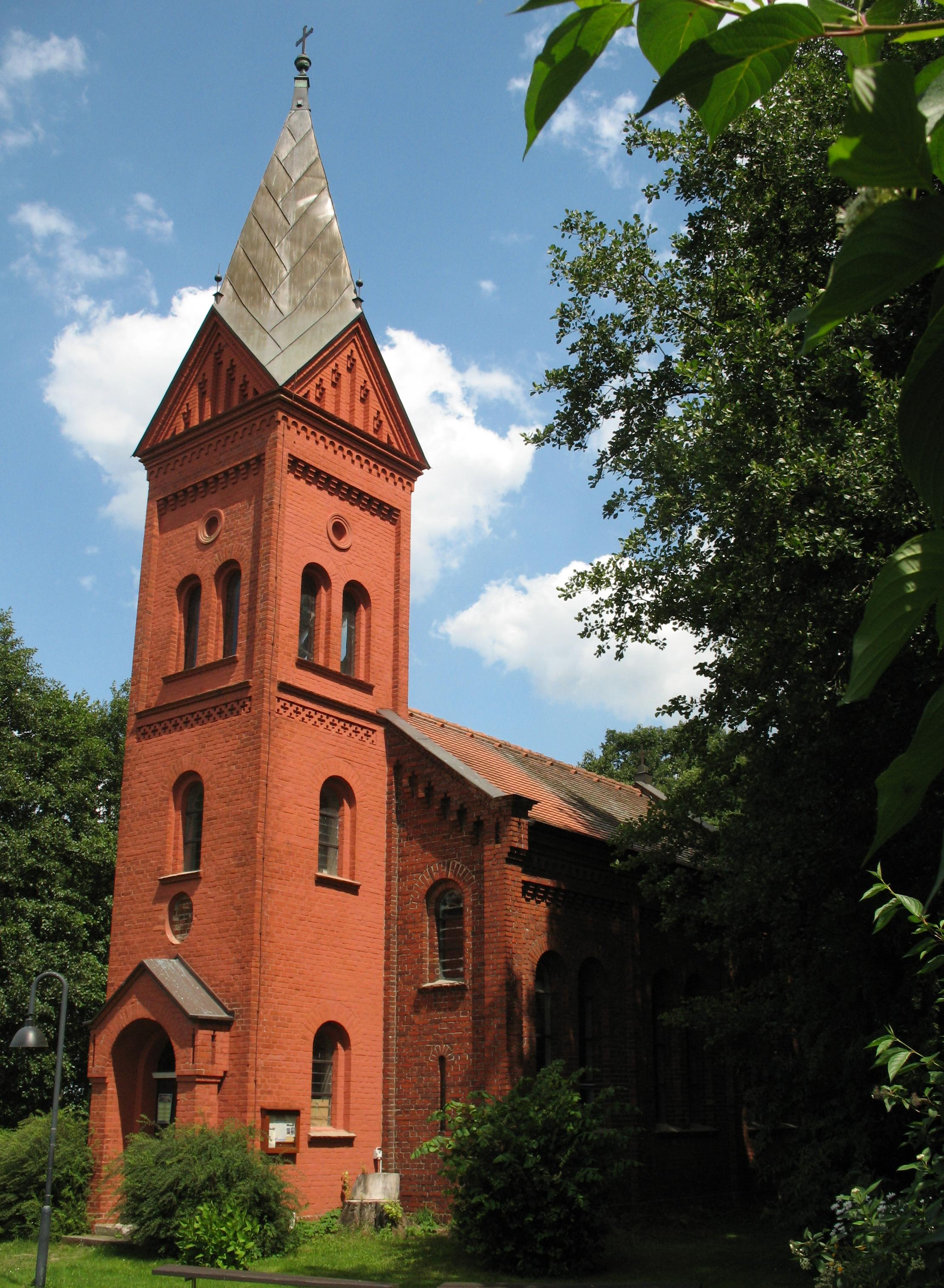
Meßdunk
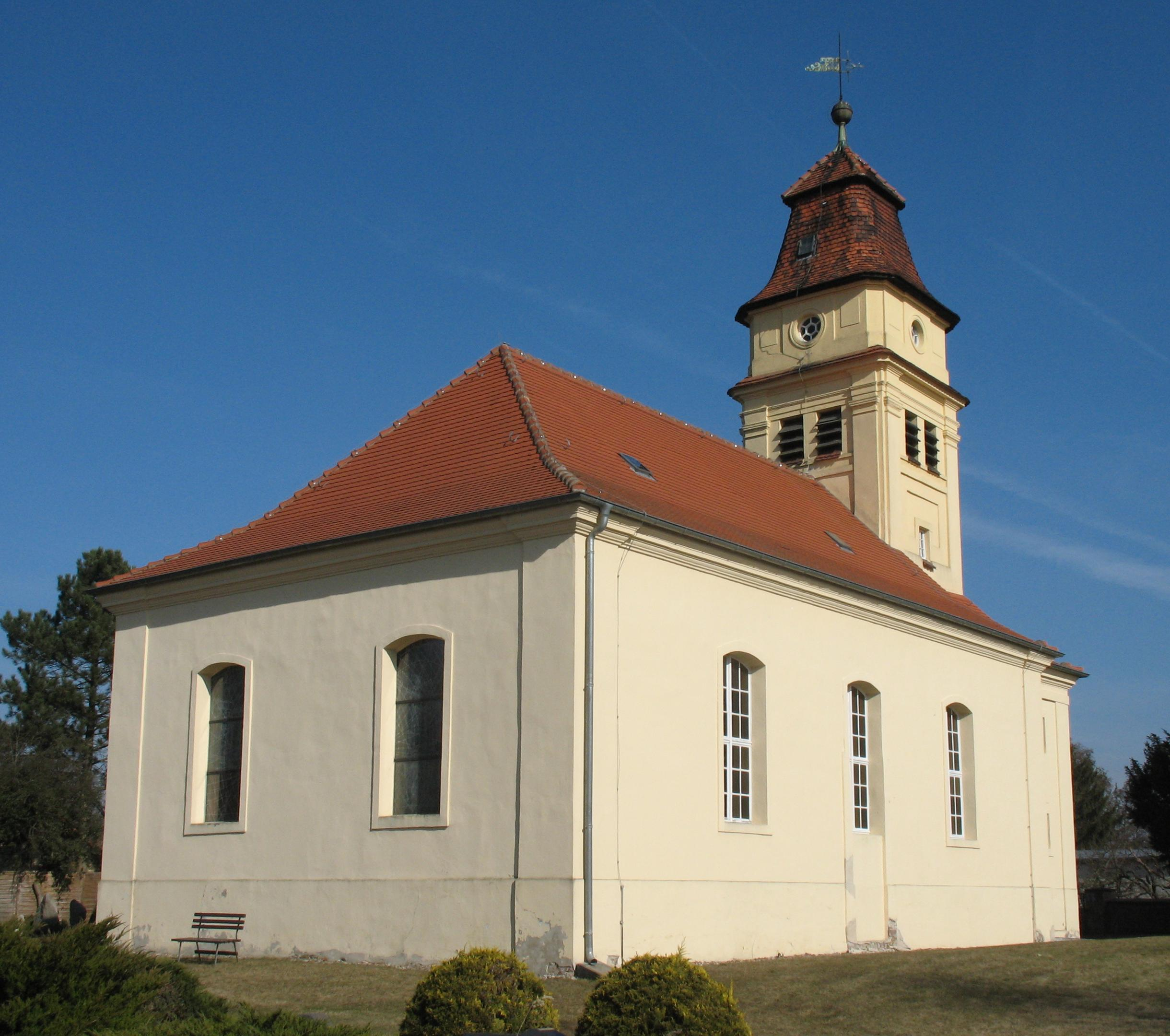
Rädel
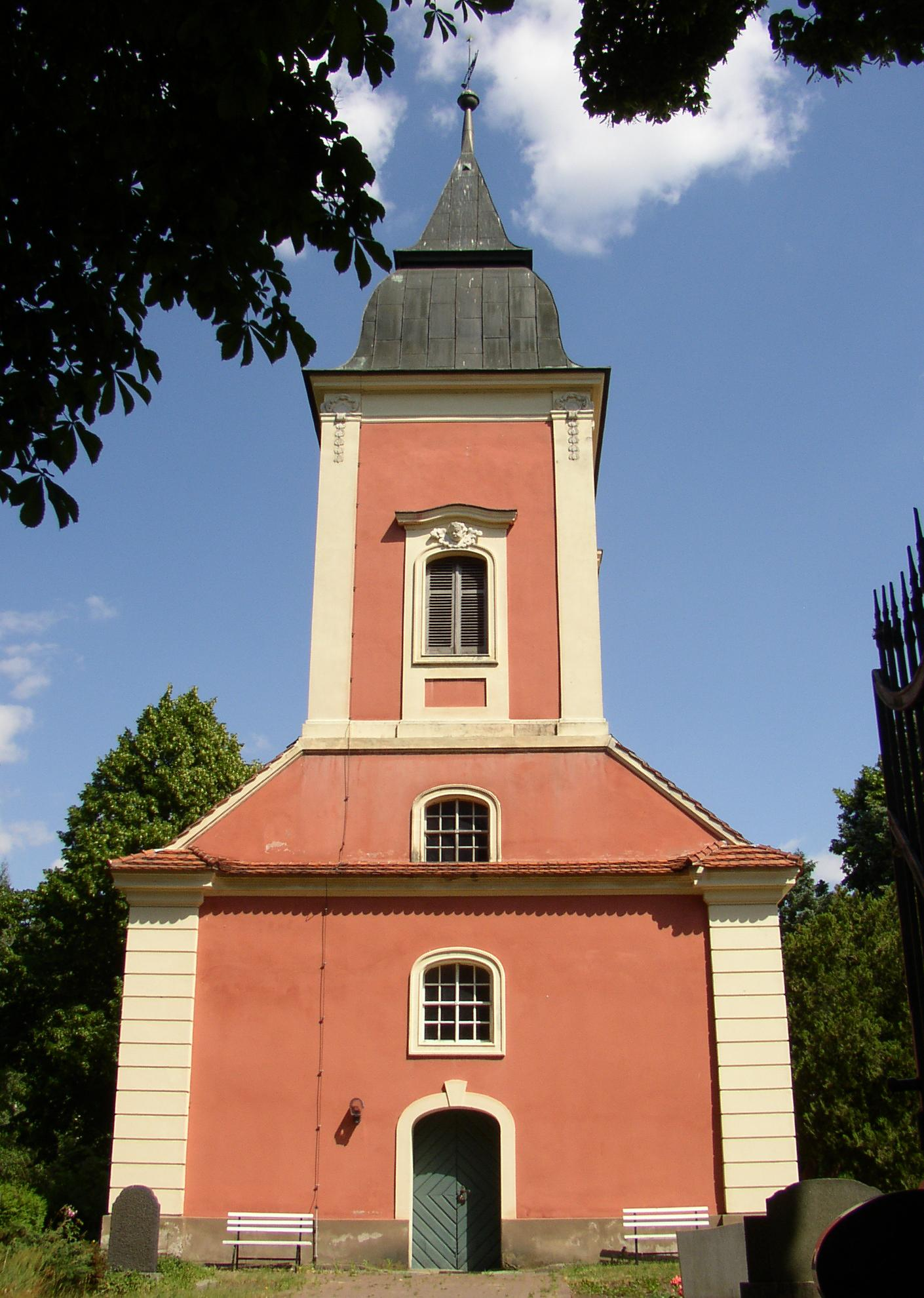
Trechwitz